# Земљотрес у североисточном Минданау (2017)
Земљотрес у североисточном Минданау (такође и Земљотрес у Суригау и Земљотрес на острву Динагат) догодио се 10. фебруара 2017. у 10:03 часова по локалном времену недалеко од обале острва Минданао на Филипинима, у провинцији Северни Суригао. Према скали Филипинског института за вулканологију и сеизмологију, потрес је био разоран (7. степен) . Слични земољтреси погодили су ову област 1879. и 1893. године.

## Потрес
Земљотрес је забележен 10. фебруара 2017. године у 10 часова, 3 минута и 42 секунде према локалном времену. Епицентар земљотреса био је на 16 km северозападно од Суригао Ситија. Земљотрес је био тектонског порекла. Пацифички центар за упозоравање на цунами није издао никакво упозорење.

## Утицај
Према извештају филипинског Министарства за социјалну заштиту и развој, најмање 300 кућа у провинцији Северни Суригао је оштећено након земљотреса. У најмање 11 градова у околини осетио се потрес, а дошло је и до прекида у снабдевању електричном енергијом.

## Последице
Власти града Суригао Сити прогласили су стање природне катастрофе 11. фебруара 2017. године. Цивилно ваздухопловство на Филипинима је суспендовало све летове за и из града, због штете које су претрпеле аеродромске писте. До 14. фебруара регистровано је најмање 140 афтершокова, а од последица земљотреса страдало је осам особа, уз 202 повређених.